# Лали (народность)
Лали (альтернативные названия — лари, лаари) — этнос в Республике Конго, в статистике учитывается в составе народности конго, которая составляет 48 % населения республики Конго.
Число носителей языка — лаари — составляет 138 тысяч. Считается языком городской культуры.
90 % лали (лари) живут в южной части столичного города Браззавиля. Также живут в департаментах Пуэнт-Нуар и Пул (где составляют большинство). Небольшая группа носителей языка лари численностью 4200 человек проживает в Уганде.

## Религия
99 % лали (лари) исповедует христианство, из них примерно четверть — лютеране, 37 % — католики, остальные относятся к разнообразным христианским течениям.

## Известные представители
Представителем данной этнической группы в конголезской политике был премьер-министр Бернар Бакана Колелас (1933—2009 годы).